# San Esteban de Palautordera
San Esteban de Palautordera (en catalán y oficialmente, Sant Esteve de Palautordera) es un municipio de Cataluña, España. Pertenece a la provincia de Barcelona, concretamente a la comarca del Vallés Oriental que forma parte de la subcomarca del Bajo Montseny.
Tiene una extensión de 10,71 km² y una población de 3080 habitantes (2024).

## Geografía
Está situado en la planicie que forma el valle del río Tordera al pie de la sierra del Montseny. El casco urbano comienza a escasos metros de la localidad vecina de Santa María de Palautordera. Santa Margarida, el segundo núcleo del municipio, marca el fin de la llanura y el inicio del macizo.

## Símbolos
El escudo de San Esteban de Palautordera se define por el siguiente blasón:
«Escudo losanjado: de argén, un palacio de sable abierto sostenido sobre un río en forma de faja ondulada de azur sobremontado de una palma de gules puesta en palo acompañada de 3 guijarros de gules uno en la cabeza y uno en cada lado. Por timbre una corona mural de pueblo.»
Fue aprobado el 21 de junio de 1984. Los tres cantos rodados o guijaros y la palma, son las armas parlantes relativo a los atributos del martirio de Sant Esteve, patrón del pueblo; el palacio, y la faja ondulada, que representa la Tordera.

## Demografía
San Esteban de Palautordera cuenta con una población de 3080 habitantes (INE 2024).
| Gráfica de evolución demográfica de San Esteban de Palautordera entre 1842 y 2021 |
| |
| Población de derecho según los censos de población del INE. Población de hecho según los censos de población del INE.En este censo se denominaba San Esteban de Palau Tordera: 1842. En estos censos se denominaba San Esteban de Palautordera: 1857, 1860, 1877, 1887, 1897, 1900, 1910, 1920, 1930, 1940, 1950, 1960, 1970 y 1981. |

| 1179                      | 1282 | 1484 | 1798 | 2079 | 2458 |
| (Fuente: INE [Consultar]) |      |      |      |      |      |

El gran crecimiento de la población en los últimos años, se debe a la urbanización de nuevas zonas residenciales que se nutren de gentes provenientes del área metropolitana de Barcelona y de pueblos cercanos.

## Patrimonio artístico y cultural
En el casco urbano se encuentra la iglesia de San Esteban, un templo románico del siglo XII. En el norte del municipio, subiendo por la carretera BV-5301, se encuentran el Castillo de Montclús, también conocido como castillo de los Moros, del siglo XI, y el Castillo de Fluviá del siglo XII, restaurado y reconvertido en casa de colonias.
La fiesta mayor se celebra el primer fin de semana de agosto, y el uno de noviembre. En Santa Margarita el primer domingo de septiembre. Los Bailes de Gitanas se celebran el domingo de Carnaval y el 26 de diciembre.